# Anders Roslund
Anders Roslund (ur. 1961) – szwedzki pisarz i dziennikarz.
Roslund wiele lat pracował w Telewizji Szwedzkiej (SVT) jako dziennikarz, a także jako szef programu Kulturnyheterna. W 2004 r. wspólnie z Börge Hellströmem wydał powieść kryminalną Bestia (szw. Odjuret), która w Szwecji stała się bestsellerem. Roslund wraz z Hellströmem otrzymali za nią nagrodę Szklany Klucz, przyznawaną za najlepszą powieść kryminalną z krajów skandynawskich. Od 2005 r. całkowicie poświęcił się pisarstwu.

## Utwory
- 2004 – Odjuret (wspólnie z Börge Hellströmem; pol. wydanie Bestia, przekład Wojciech Łygaś, Poznań 2006)
- 2005 – Box 21 (wspólnie z Börge Hellströmem, pol. wydanie pt. Dziewczyna, która chciała się zemścić, przekład Beata Walczak–Larsson, Warszawa 2010)
- 2006 – Edward Finnigans upprättelse (wspólnie z Börge Hellströmem, pol. wydanie pt. Odkupienie, przekład Wojciech Łygaś, Warszawa 2011)
- 2007 – Flickan under gatan (wspólnie z Börge Hellströmem, pol. wydanie pt. Dziewczyna w tunelu, przekład Wojciech Łygaś, Warszawa 2012)
- 2009 – Tre sekunder (wspólnie z Börge Hellströmem, pol. wydanie pt. Trzy sekundy, przekład Wojciech Łygaś, Warszawa 2012)
- 2012 – Två soldater (wspólnie z Börge Hellströmem)
- 2019 – Tre minuter (wspólnie z Börge Hellströmem, pol. wydanie pt.  Trzy minuty)
- 2020 – Tre timmar (wspólnie z Börge Hellströmem, pol. wydanie pt. Trzy godziny)

## Nagrody
- Szklany Klucz 2005 za powieść Bestia (wraz z Börge Hellströmem)
- Nagroda gazety Stockholm City dla książki roku 2005, za powieść Box 21 (wraz z Börge Hellströmem)
- Nagroda Guldpocket[1] w kategorii najczęściej kupowany szwedzki kryminał w 2005 r., za powieść Bestia (wraz z Börge Hellströmem)
- Nagroda Platinapocket[2], kategorii najczęściej kupowany szwedzki kryminał w 2006 r., za powieść Box 21 (wraz z Börge Hellströmem)